# MTV Video Music Award a legjobb speciális effektekért
Az MTV Video Music Award a legjobb speciális effektekért egyike annak a díjnak, melyet az első MTV Video Music Awards-díjátadó óta átadnak. A díjat 2007-ben nem adták át.
| Év   | Előadó                                 | Videó                           | Speciális effektek                                            |
| ---- | -------------------------------------- | ------------------------------- | ------------------------------------------------------------- |
| 1984 | Herbie Hancock                         | Rockit                          | Godley & Creme                                                |
| 1985 | Tom Petty & The Heartbreakers          | Don't Come Around Here No More  | Peter Cohen, Kathy Dougherty és Tony Mitchell                 |
| 1986 | a-ha                                   | Take on Me                      | Candace Reckinger és Michael Patterson                        |
| 1987 | Peter Gabriel                          | Sledgehammer                    | Graham Dean                                                   |
| 1988 | Squeeze                                | Hourglass                       | Jim Francis és Dave Barton                                    |
| 1989 | Michael Jackson                        | Leave Me Alone                  | Jim Blashfield                                                |
| 1990 | Tears for Fears                        | Sowing the Seeds of Love        | Jim Blashfield                                                |
| 1991 | Faith No More                          | Falling to Pieces               | David Faithfull és Ralph Ziman                                |
| 1992 | U2                                     | Even Better Than the Real Thing | Simon Taylor                                                  |
| 1993 | Peter Gabriel                          | Steam                           | Real World Productions és Colossal Pictures                   |
| 1994 | Peter Gabriel                          | Kiss That Frog                  | Brett Leonard és Angel Studios                                |
| 1995 | The Rolling Stones                     | Love Is Strong                  | Fred Raimondi                                                 |
| 1996 | The Smashing Pumpkins                  | Tonight, Tonight                | Chris Staves                                                  |
| 1997 | Jamiroquai                             | Virtual Insanity                | Jonathan Glazer és Sean Broughton                             |
| 1998 | Madonna                                | Frozen                          | Steve Murgatroyd, Dan Williams, Steve Hiam és Anthony Walsham |
| 1999 | Garbage                                | Special                         | Sean Broughton, Stuart D. Gordon és Paul Simpson              |
| 2000 | Björk                                  | All Is Full of Love             | Glassworks                                                    |
| 2001 | Robbie Williams                        | Rock DJ                         | Carter White, Audio Motion és Clear Post Production           |
| 2002 | The White Stripes                      | Fell in Love with a Girl        | Twisted Labs és Sebastian Fau                                 |
| 2003 | Queens of the Stone Age                | Go with the Flow                | Nigel Sarrag                                                  |
| 2004 | OutKast                                | Hey Ya!                         | Elad Offer, Chris Eckardt, and Money Shots                    |
| 2005 | Gorillaz                               | Feel Good Inc.                  | Passion Pictures                                              |
| 2006 | Missy Elliott                          | We Run This                     | Louis Mackall és Tonia Wallander                              |
| 2007 | A díjat nem adták át                   | A díjat nem adták át            | A díjat nem adták át                                          |
| 2008 | Kanye West T-Pain közreműködésével     | Good Life                       | SoMe és Jonas & François                                      |
| 2009 | Lady Gaga                              | Paparazzi                       | Chimney Pot                                                   |
| 2010 | Muse                                   | Uprising                        | Sam Stevens                                                   |
| 2011 | Katy Perry Kanye West közreműködésével | E.T.                            | Jeff Dotson a Dot & Effects-től                               |
| 2012 | Skrillex                               | First of the Year (Equinox)     | Deka Brothers és Tony "Truand" Datis                          |
| 2013 | Capital Cities                         | Safe and Sound                  | Grady Hall, Jonathan Wu and Derek Johnson                     |
| 2014 | OK Go                                  | The Writing's On The Wall       | 1stAveMachine                                                 |